# 과학기술학
과학기술학(한국 한자: 科學技術學, 영어: Science and Technology Studies)은 과학과 기술에 대하여 인문학 및 사회과학의 방법을 따르는 탐구를 수행하는 학제 간 연구 분야이다. 넓게 보면 과학사, 과학철학, 과학기술사회학, 과학기술 정책, 과학기술과 법, 위험 분석, 혁신 연구, 기술사 및 기술철학 등을 포괄하는 용어이지만, 맥락에 따라 그 범위나 의미가 달라지는 것이 일반적이다. 또한 과학기술학이 과학과 기술에 관한 인문·사회과학적 탐구 전체를 포괄하는 용어는 아니라는 점에 유의할 필요가 있는데, 특히 과학사와 과학철학의 경우에는 과학기술학보다 더 오랜 역사를 가지고 있다. 한국에서는 고려대학교 과학기술학 협동과정, 서울대학교 과학학과 STS전공, 전북대학교 과학학과, 한국과학기술원(KAIST) 과학기술정책대학원, 부산대학교 과학기술인문학협동과정 등에서 과학기술학 및 유관 분야의 교육 및 연구를 활발히 수행하고 있다.

## 같이 보기
- 행위자 연결망 이론
- 역사적 유물론
- 메타과학
- 과학학
- 과학계량학
- 과학지식사회학